# Fairholme Range
Fairholme Range är ett berg i Kanada.   Det ligger i provinsen Alberta, i den centrala delen av landet, 3 000 km väster om huvudstaden Ottawa. Toppen på Fairholme Range är 2 995 meter över havet.
Terrängen runt Fairholme Range är bergig västerut, men österut är den kuperad.Närmaste större samhälle är Canmore, 9,6 km söder om Fairholme Range. 
Trakten runt Fairholme Range består i huvudsak av gräsmarker. Trakten runt Fairholme Range är nära nog obefolkad, med mindre än två invånare per kvadratkilometer.